# Filip z Pernštejna
Filip z Pernštejna byl moravský šlechtic z větve z rodu pánů z Medlova, kteří založili hrad Pernštejn, potažmo rod pánů z Pernštejna.
Jeho otcem byl Filip I. z Medlova, který již se svým bratrem vlastnil území kolem řeky Svratky. Poprvé se v písemných pramenech uvádí v roce 1292. Filip z Pernštejna spolu se svým pravděpodobným bratrancem Štěpánem z Pernštejna a Medlova jsou prvními doloženými nositeli jména Pernštejnů.
Filip z Pernštejna se stal významným šlechticem, protože se v letech 1292, 1293 a 1308 uvádí jako nejvyšší moravský komorník. Kromě toho se roku 1293 uvádí jako hodonínský purkrabí.
Další rozrod této větve Pernštejnů není zcela vyjasněn, protože zde do poloviny 14. století panují zmatky a ani přední genealogové v tom nemají jasno.